# プティーウリ
プティーウリ（ウクライナ語: Путивль）はウクライナ・スームィ州プティーウリ地区(en)の市（місто）である。
セイム川河岸に位置し、プティーウリ地区の行政中心地となっている。人口は2001年の段階で17274人。